# 韋厄巴赫河
50°50′52″N 6°21′23″E / 50.84764746795819°N 6.356438398361206°E

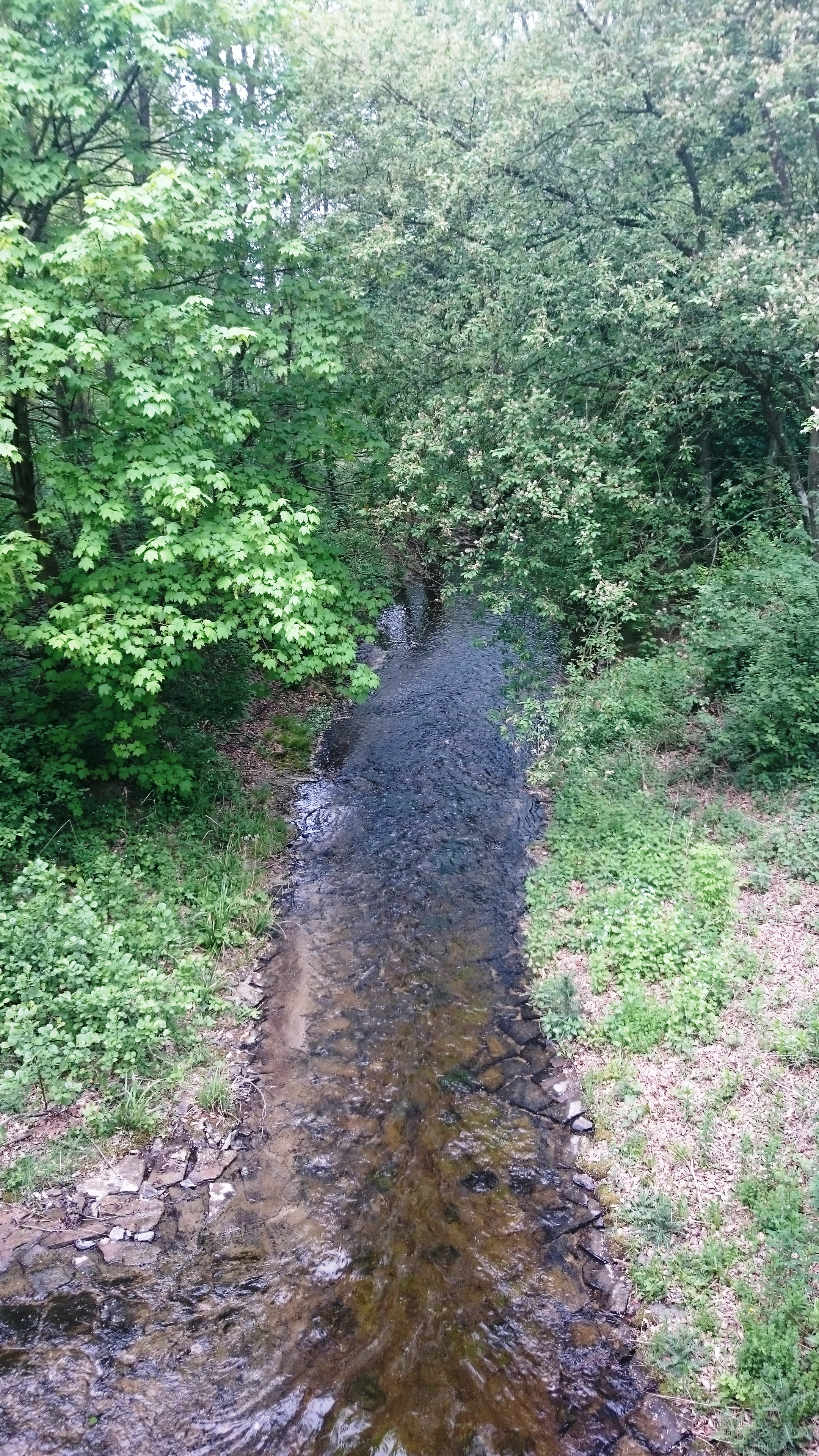

韋厄巴赫河（德語：Wehebach），是德國的河流，位於該國西部，處於北萊茵-威斯特法倫州，屬於因德河的右支流，河道全長25.7公里，流域面積68.4平方公里。